# Ai Maeda (doppiatrice)
Ai Maeda (前田 愛?, Maeda Ai; Kōbe, 19 aprile 1975) è una doppiatrice e cantante giapponese.
È famosa soprattutto per aver doppiato Karen Minazuki/Cure Aqua in Yes! Pretty Cure 5 e il suo seguito Yes! Pretty Cure 5 GoGo!, e Mimi Tachikawa in Digimon, anime di cui ha cantato alcune sigle. Canta col nome di AiM e scrive canzoni col nome di ai.
Il suo nome non è da confondere con quello dell'attrice Ai Maeda.

## Doppiaggio
- Mimi Tachikawa in Digimon Adventuree Digimon Adventure 02
- Shion Uzuki in Xenosaga e Namco × Capcom
- Poala in Beet the Vandel Buster
- Oichi e Samurai Woman in Samurai Warriors
- Megumi Oumi in Zatch Bell!
- Emiru Nagakura in Sentimental Graffiti
- Range in Spectral Force 2 ~Eien naru Kiseki~ OAV
- Marin in Baby Felix
- Haruhi Nishimoto in Tokimeki Memorial Girl's Side 2nd Kiss
- Karen Minazuki/Cure Aqua in Yes! Pretty Cure 5 e Yes! Pretty Cure 5 - Le Pretty Cure nel Regno degli Specchi
- Karen Minazuki/Cure Aqua in Yes! Pretty Cure 5 GoGo! e Yes! Pretty Cure 5 GoGo! - Buon compleanno carissima Nozomi
- Karen Minazuki/Cure Aqua in Eiga Pretty Cure All Stars DX - Minna tomodachi Kiseki no zenin daishūgō!
- Karen Minazuki/Cure Aqua in Eiga Pretty Cure All Stars DX 2 - Kibō no hikari Rainbow Jewel wo mamore!
- Karen Minazuki/Cure Aqua in Eiga Pretty Cure All Stars DX 3 - Mirai ni todoke! Sekai wo tsunagu Niji-iro no hana
- Karen Minazuki/Cure Aqua in Eiga Pretty Cure All Stars New Stage 3 - Eien no tomodachi
- Karen Minazuki/Cure Aqua in Power of Hope: Pretty Cure Full Bloom
- Kumiko Komori in Kamisama Kazoku
- Nietzsche e Eudy in Yggdra Union: We'll Never Fight Alone (versione PSP)
- Yue e Aria in Rune Factory 2: A Fantasy Harvest Moon
- Yue in Rune Factory 3: A Fantasy Harvest Moon/Rune Factory 3 Special
- Girls in Real Sound: Kaze no Regret
- Chihiro Fushimi in Persona 4
- Yura Keikain in Nurarihyon no Mago
- Kino in Kino no tabi
- Velguirie e Kanata Fuyuno in Deception IV: The Nightmare Princess
- Setsuna Meiou/Sailor Pluto in Pretty Guardian Sailor Moon Crystal
- Yurin in Dragon Ball Super
- Karen Minazuki/Cure Aqua in Eiga HUGtto! Pretty Cure Futari wa Pretty Cure - All Stars Memories

## Canzoni

### Singoli
| Data di uscita    | Titolo                                          | c/w                                                                   | Note                                                                                                | N. catalogo | Posizione massima raggiunta |
| ----------------- | ----------------------------------------------- | --------------------------------------------------------------------- | --------------------------------------------------------------------------------------------------- | ----------- | --------------------------- |
| 23 aprile 1999    | I Wish                                          | Itsudemo Aeru Kara                                                    | Digimon Adventure - prima sigla di chiusura                                                         | NEDA-10002  | ---                         |
| 25 giugno 1999    | Ashita e no Jumon                               | Aozora no Yuku Kumo no you ni THE ETERNAL MIRACLE: Eien naru Kiseki   | Muhou - sigla di chiusura Spectral Wars Aishiki Jaaku - Theme                                       | NEDA-10003  | ---                         |
| 6 agosto 1999     | BREAK OUT!                                      | ---                                                                   | ---                                                                                                 | NEDA-10007  | ---                         |
| 8 ottobre 1999    | Keep On                                         | On the Hill: Kaze wo Kanjite                                          | Digimon Adventure - seconda sigla di chiusura                                                       | ---         | ---                         |
| 8 ottobre 1999    | LIKE A CANDLE                                   | Fallin' Angel                                                         | Junjou de Karen Meimai Kishidan Spectral Wars Seishojo Gaiden - Theme                               | NEDA-10010  | ---                         |
| 26 aprile 2000    | Sakuhin No. 2 "Haru" Ichocho: Bokura no WarGame | Akiramenaide (lit. Don't Give Up)                                     | Digimon Adventure: Bokura no WarGame - sigla di chiusura                                            | NEDA-10020  | 85                          |
| 26 aprile 2000    | Ashita wa Atashi no Kaze ga Fuku                | Now is the Time!                                                      | Digimon Adventure 02 - prima sigla di chiusura                                                      | NEDA-10022  | 50                          |
| 5 luglio 2000     | Stand by Me: Hito Natsu no Bouken               | Fired Out / Sun Goes Down                                             | Digimon Adventure 02: Hurrican Jouriku!! Chouzetsu Shinka!! Ougon no Digimental - sigla di chiusura | NEDA-10024  | 90                          |
| 25 ottobre 2000   | Itsumo Itsudemo                                 | Eien no Kagayaki                                                      | Digimon Adventure 02 - seconda sigla di chiusura                                                    | NECM-12001  | 93                          |
| 21 febbraio 2001  | Friend: Itsumademo Wasurenai                    | Party                                                                 | Digimon Adventure 02: Diablomon no Gyakushu - sigla di chiusura                                     | NECM-12003  | 94                          |
| 25 aprile 2001    | My Tomorrow                                     | Himawari                                                              | Digimon Tamers - prima sigla di chiusura                                                            | NEDA-10028  | 70                          |
| 23 maggio 2001    | Go!Go!Ready?Go?!                                | Go!Go!Ready?Go?! (ParaPara Version) Go!Go!Ready?Go?! (Trance Version) | Ask Dr. Rin! - sigla d'apertura                                                                     | NECM-12008  | ---                         |
| 23 maggio 2001    | Dareyori                                        | Kitto                                                                 | Ask Dr. Rin! - prima sigla di chiusura                                                              | NECM-12009  | ---                         |
| 4 luglio 2001     | Moving On!                                      | Fragile Heart                                                         | Digimon Tamers: Boukensha Tachi no Tatakai - sigla di chiusura                                      | NECM-12010  | 95                          |
| 10 ottobre 2001   | Days: Aijou to Nichijou                         | Let's Get Dream!                                                      | Digimon Tamers - seconda sigla di chiusura                                                          | NECM-12015  | 68                          |
| 29 novembre 2001  | Kimi no Mirai                                   | Never Be The Same                                                     | Ask Dr. Rin! - seconda sigla di chiusura                                                            | NECM-12020  | ---                         |
| 6 marzo 2002      | Yuhi no Yakusoku                                | My Place                                                              | Digimon Tamers: Bousou Digimon Tokkyu                                                               | NEDA-10024  | ---                         |
| 22 novembre 2002  | an Endless Tale                                 | Harukana Okurimono                                                    | Digimon Frontier - seconda sigla di chiusura Duetto con Koji Wada                                   | NECM-12038  | ---                         |
| 5 marzo 2003      | my Light                                        | Friend: Itsumademo Wasurenai                                          | Theme of AiM no Igai to Iyashimasu!                                                                 | NECM-10001  | 169                         |
| 3 dicembre 2003   | Resolution                                      | Forever                                                               | F-Zero Falcon Densetsu - Insert Song e sigla di chiusura                                            | NECM-12064  | ---                         |
| 25 novembre 2015  | I Wish: Tri. Version                            | ---                                                                   | Digimon Adventure tri. - prima di sigla di chiusura                                                 | NECM-10233  | 71                          |
| 22 febbraio 2017  | Keep On: Tri. Version                           | Kimi no Hikari                                                        | Digimon Adventure tri. - quarta sigla di chiusura                                                   | NECM-13027  | 61                          |
| 27 settembre 2017 | Ai kotoba                                       | P T G                                                                 | Digimon Adventure tri. - quinta sigla di chiusura Duetto con Ayumi Miyazaki                         | NECM-90015  | 16                          |
| 15 novembre 2018  | Lifelight                                       |                                                                       | Super Smash Bros. Ultimate - sigla d'apertura                                                       | NECM-21004  | 12                          |

### Best Album
| Data di uscita | Titolo | N. catalogo                                       | Posizione massima raggiunta |
| -------------- | ------ | ------------------------------------------------- | --------------------------- |
| 23 aprile 2014 | Ichigo | Ed. limitata: NEZA-90010 Ed. regolare: NECA-30307 | 284                         |
| 23 aprile 2014 | 15     | Ed. limitata: NEZA-90012 Ed. regolare: NECA-30308 | 254                         |